# Салахова, Айдан Таировна
Айда́н Таи́ровна Сала́хова (азерб. Aydan Tahir qızı Salahova; род. 25 марта 1964, Москва) — советский и российский живописец, скульптор, галерист и общественный деятель, педагог, профессор. Заслуженный деятель искусств Российской Федерации (2022).
Академик РАХ (2007; член-корреспондент 2002). Член Союза художников СССР с 1988 года.
Её «Айдан галерея» стала одной из ведущих московских галерей, а Салахова — широко известным в России и мире художником. Работы Айдан Салаховой находятся в частных и государственных собраниях, в том числе Государственной Третьяковской галереи, Московского музея современного искусства, Фонда культуры «Екатерина», Francois Pinault Foundation, Teutloff Museum; в частных коллекциях И. Халилова, П.-К. Броше, Т. Новикова, В. Некрасова, В. Бондаренко и других. Салахова сотрудничает с галереей XL (Москва), Cuadro Fine Art Gallery (Дубай). Регулярно входит в список Топ-50 самых влиятельных лиц в российском искусстве по версии журнала «Артхроника».
Дочь художника Таира Салахова.

## Биография
Родилась 25 марта 1964 года в Москве. Отец — Таир Салахов и мать — Ванцетта Мухитдиновна Ханум — художники. Бабушка (по матери) Тамара Ханум — (Народная артистка СССР), лауреат Сталинской премии), известная танцовщица, актриса, певица, хореограф. Дед (по матери) — театральный деятель, певец Мухитдин Кари-Якубов.
В 1987 году экстерном окончила Московский государственный художественный институт им. В. И. Сурикова (дипломная работа — триптих «Стальной оргазм на оранжевом фоне»). В конце 1980-х становится одним из наиболее заметных художественных деятелей нового поколения на постсоветском пространстве и входит в историю как создатель «Первой галереи» (1989), а затем «Айдан Галереи» (1992). При непосредственном участии Айдан Салаховой в России состоялась первая выставка Хельмута Ньютона, зажглись звезды художников Олега Доу, Ростана Тавасиева, Оксаны Мась. Ещё в начале 90-х Айдан начала формировать интерес к русскому и мировому современному искусству у потенциальных коллекционеров.
С 2000 года преподаёт в МГАХИ им. Сурикова (с 2002 года — профессор). В 2002 году награждена серебряной медалью Академии художеств РФ. С 2002 по 2007 год — член-корреспондент Российской академии художеств, в 2007 году избрана действительным членом этой Академии.
В 2005—2007 годах — член Общественной палаты РФ.
Уехала из Москвы 24 февраля 2022 года сразу после российского вторжения на Украину и больше не возвращалась, живет в Азербайджане и в Италии.

## Творчество

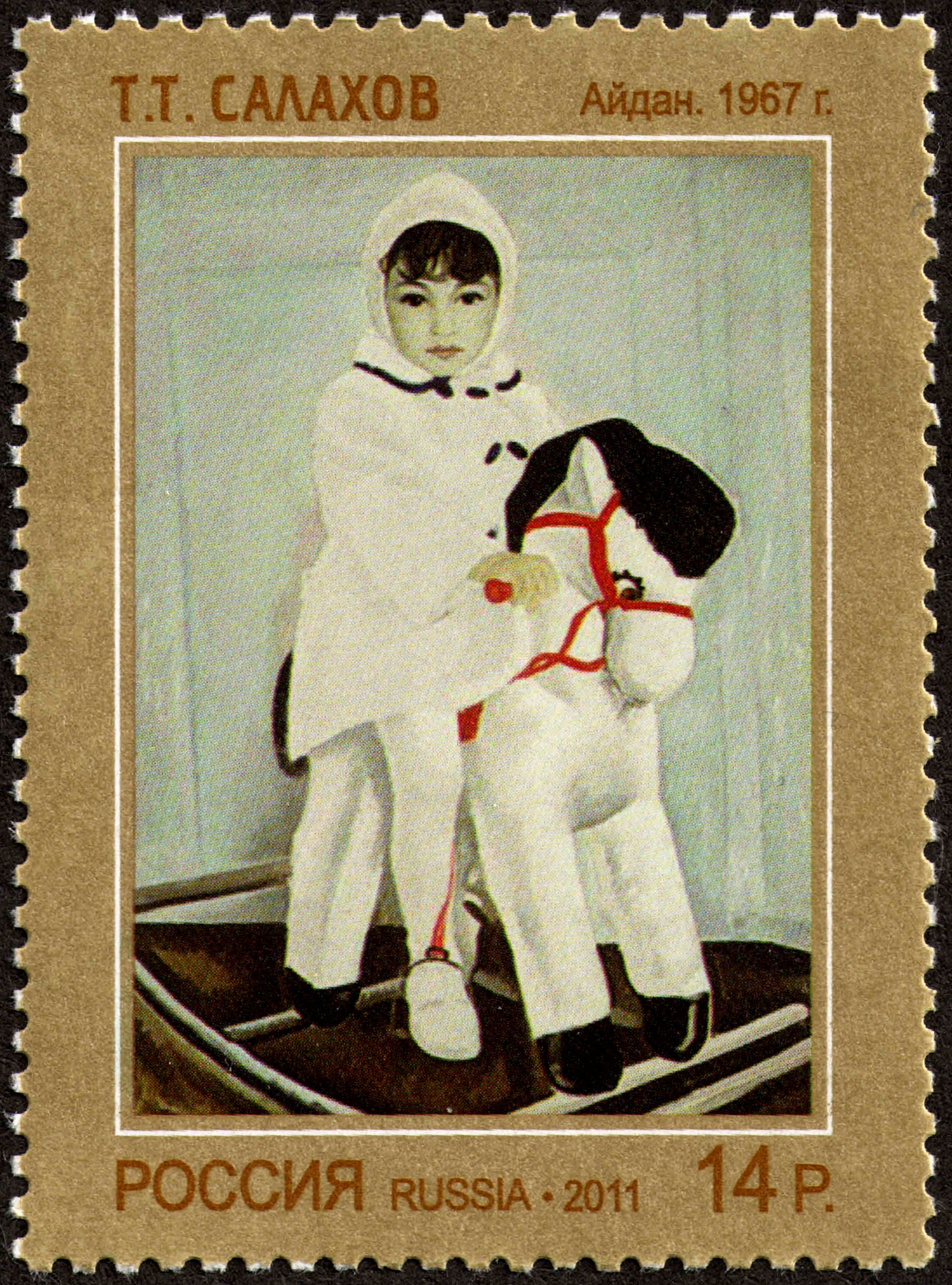
Таир Салахов. «Айдан». 1967 год. Почтовая марка России, 2011 год,

Искусство Салаховой получило признание не только на российской арт-сцене, но и зарубежном. Айдан — участник ключевых международных ярмарок и биеннале, в том числе Венецианской биеннале современного искусства (1991, 2011), 2-й Международной Московской биеннале современного искусства (2007) и др. В своих работах Салахова исследует темы взаимодействия Востока и Запада, тему мужского и женского начала в контексте Ислама, вопросы запретов, эзотерики и красоты.

## Венецианский инцидент
В июне 2011 года на Венецианской биеннале современного искусства произошел случай, активно обсуждающийся в мировой прессе. По информации британских Telegraph и Independent две скульптуры и несколько графических работ Салаховой подверглись критике со стороны президента Азербайджана Ильхама Алиева, во время посещения им павильона 1 июня, и были закрыты для просмотра. Мировая арт-общественность намекала на факт политической цензуры в области арт-искусства.
Ильхаму Алиеву не понравилась скульптура, обозначенная в каталоге как «Предстоящая» и представляющая собой одетую в чёрное мусульманскую женщину и объект под названием «Черный камень», интерпретирующий в вольной форме образ Чёрного камня в Мекке. Первая вызвала критику в связи с тем, что светское государство Азербайджан не должно быть представлено на международной выставке мусульманским искусством. Второй же объект был назван оскорбляющим ислам. То же самое относится и к графическим работам, демонстрирующим сексуальные образы в контексте религии. Например, женщина, держащая минарет, отчасти напоминающий фаллический символ. Все эти работы показались должностным лицам спорными для престижа страны.
Скульптуры были накрыты белой тканью. Павильон объявил, что работы получили технические повреждения во время транспортировки и закрыты на несколько дней на реставрацию.
В течение нескольких дней Берал Мадра, Айдан Салахова и комиссар павильона Чингиз Фарзалиев вели переговоры с властями, пытаясь донести, что «удаление скульптур будет означать цензуру, что принесет имиджу страны больше вреда, чем сами работы». Однако 8 июня скульптуры Салаховой были удалены из экспозиции. Комментируя конфликт, Берал Мадра отметила, что «в подобных конфликтах художникам и кураторам необходимо иметь международную правовую защиту».
Куратор итальянского павильона Витторио Сгарби (Vittorio Sgarbi) после удаления скульптур из азербайджанского павильона поставил в общую экспозицию павильона скульптуру Айдан Салаховой «Черный камень», которая экспонировалась до конца 54-й Венецианской биеннале.

## Персональные выставки
- 2016 — «Revelations», Saatchi Gallery, Лондон, Великобритания
- 2015 — «Недоступность», Серпуховской Историко-художественный музей, Серпухов, Россия
- 2013 — «Out of Body», Quadro Fine Art Gallery, Дубай, ОАЭ
- 2012-2013 — «Fascinans & Tremendum», MMOMA, Москва, Россия
- 2012 — «Персидские миниатюры», Quadro Fine Art Gallery, Дубай, ОАЭ
- 2009 — «Kicik Qala Art», Баку, Азербайджан
- 2008 — «Персидские миниатюры». XL Галерея на Винзаводе, Москва.
- 2007— Из серии «Красное». Проект Ив Сен Лоран. ГЦСИ, Москва, Россия
- 2007— «Персидские миниатюры». AMT Gallery, Комо, Италия
- 2006 — «Айдан Салахова». Живопись, графика. Галерея D-137, С-Петербург
- 2006 — Выставка «АЙДАН». Совместный проект Московского музея современного искусства и XL галереи в рамках программы «Москва актуальная». Московский музей современного искусства на Ермолаевском
- 2005 — «Я люблю себя». XL-галерея, Москва[8][9][10]
- 2005 — «Абстракт». Культурный центр «Дом», Москва
- 2004 — «Хабиби». Галерея Д-134, Санкт-Петербург[11][12][13][14][15][16][17]
- 2004 — «Habibi». Orel Art Presenta Galerie, Париж
- 2004 — «MMS». XL-галерея, Москва
- 2002 — «Кааба». Галерея XL, Москва[18][19][20][21][22][23]
- 2002 — «Хабиби». Галерея Volker Diehl, Берлин
- 2001 — «Живые картины». Галерея «Д137», Санкт-Петербург.[24][25]
- 2001 — «Одалиска» (в рамках проекта «Мастерская АРТ-МОСКВА»). Центральный Дом художника[26][27]
- 2000 — «Спящая красавица». XL Галерея (при поддержке ассоциации «Европейские галереи»), Кунстлерхаус Бетаньен, Германия.
- 2000 — «Чай в пустыне». Invogue, Москва.
- 1999 — «Саспенс». Музей искусства XX-го века, Кемерово.[28]
- 1999-2000 — After the Wall. Art and Culture in post-Communist Europe. Moderna Museet, Стокгольм.
- 1998 — «Саспенс». XL галерея, Москва.
- 1998 — «Дива». XL галерея. Фотобиеннале-98. Большой Манеж, Москва.[29][30][31]
- 1997 — «Антонимы». Новая Академия, Санкт-Петербург.
- 1996 — «Новые поступления». XL галерея, Москва.[32][33][34][35]
- 1992 — «Леда и лебедь». Berman-E.N., Нью-Йорк.
- 1992 — «Золотая исповедь». Galleria Sprovieri, Рим.
- 1991 — «Золотая исповедь». Первая галерея, Москва.[36]
- 1990 — «Визуальная стимуляция». Первая галерея, Москва.

## Айдан Галерея
Основанная в 1992 году художницей Айдан Салаховой, галерея является сегодня одной из наиболее авторитетных в России частных галерей, занимающихся современным и актуальным искусством. На престижных выставках и ярмарках в России и за рубежом (The Armony Show (США), FIAC (Франция), Liste (Швейцария), Art Forum Berlin (Германия), ARCO (Испания), Vienna Art Fair (Австрия), Art Dubai (ОАЭ), Art Brussels (Бельгия)) экспозиции «Айдан Галереи» традиционно получают высокие оценки критиков, коллекционеров и простых зрителей. Галерея работает с художниками, совмещающими жесткий концептуализм с радикальным эстетизмом; такими как Рауф Мамедов, Елена Берг, Никола Овчинников, Константин Латышев и многие другие.

## Закрытие галереи
В 2012 году радио «Свобода» сообщило о закрытии галереи Айдан Салаховой по причине нерентабельности бизнеса, также свою галерею закрыл Марат Гельман. По словам Салаховой, она сконцентрируется на собственном творчестве и будет продолжать преподавательскую деятельность — она с 2000 года преподаёт в МГАХИ им. Сурикова.